# Vue photographique animée
Vue photographique animée est l’appellation que donnaient les frères Lumière à leurs bandes de 35 mm de large, dotées de deux perforations rondes de part et d’autre de chaque photogramme.

## Histoire
Vue est un terme qu’employaient déjà les deux inventeurs lyonnais pour désigner leur collection de photographies qu’ils commercialisaient sous la forme de plaques positives ou de tirages sur papier. Le mot était le plus souvent associé au prestige de leur marque : « vues Lumière ». La mise au point d’un appareil de prise de vues animées, d'abord baptisé « kinétographe Lumière », en référence à la caméra Edison déjà en état de marche, puis rebaptisé cinématographe, à la fin de l’année 1894, donna très naturellement l’appellation « vues photographiques animées » et « vues photographiques animées Lumière ».
Le titre des films Lumière était aussi précisé en fonction du sujet, « vue comique », « vue familiale », « vue militaire », « vue historique », etc.
De son côté, Thomas Edison adopta dès les essais réussis du kinétographe en 1891, le mot anglais film (qui signifie originellement « couche », « voile »), en référence à la couche d’émulsion photosensible déposée sur le support en nitrate  de cellulose, pour nommer les résultats des premières prises de vues du cinéma.

## Esthétique
Il existe des différences fondamentales entre les premiers films de William Kennedy Laurie Dickson, l’assistant d’Edison, qui mit au point le kinétographe et le kinétoscope, et réalisa les premiers films, et les vues photographiques animées réalisées par Louis Lumière. Les premiers sont enregistrés pour la majorité d’entre eux en intérieur naturel, puis dans le premier studio, le Black Maria, devant un fond de velours noir, reprenant ainsi l’esthétique théâtrale. Les secondes le sont pour l’essentiel dans des décors ou sites naturels, reprenant en partie l’esthétique de la peinture de paysages. 
« Trop enclins à donner aux frères Lumière la paternité d’une invention qui n’était pourtant pas la leur, les historiens et les critiques ont parfois manqué d’enthousiasme pour vanter le génie personnel de Louis Lumière… Les bandes d’Edison et de Dickson sont émouvantes par leur désir évident de mettre en mémoire les prestations d’artistes du spectacle. Celles de Louis Lumière nous communiquent un frisson sacré par leurs qualités photographiques et l’inspiration de leurs cadrages. »
Dickson, dont la formation est celle d’un ingénieur en électricité, dispose son sujet frontalement, à 90° de l’axe de prise de vues. Louis Lumière, marqué par l’expérience de son père, Antoine, photographe de talent, et sa propre connaissance de cet art, apporte au cinéma à peine né tout ce qu’il a appris en photographie. Plutôt que d’aligner côte à côte les sujets qu’il veut montrer, il utilise pour les répartir la profondeur de champ, et surtout il cadre ses vues selon la trajectoire du sujet « en inscrivant son déplacement dans une ligne de fuite », dans la diagonale du champ, ce qui donne aux films qu’il a signés une dynamique particulière que reprendront à l’aube du XXe siècle les cinéastes britanniques dans leurs Chase films, des films de poursuite. 
Une autre différence est celle du public visé, et donc du choix des sujets. Dickson, fidèle au souci principal d’Edison qui est de rêver de coupler l’image animée et le son. « On pourrait ainsi assister à un concert du Metropolitan Opera cinquante ans plus tard, alors que tous les interprètes auraient disparu depuis longtemps », recherche des artistes dont il veut mémoriser l’une des prestations : acrobates, gymnastes, jongleurs, etc., tout art  basé sur un rythme, musical ou non. Il pioche donc dans les spectacles vivants, cabaret, music-hall, cirque… Mais cette démarche qui vise le public populaire ne s’arrête pas là. Dans les Kinetoscope Parlors où sont montrés les films Edison, « certains exemplaires présentent des bobineaux réservés aux messieurs seuls, où l’on peut apprécier des dames qui enlèvent leur robe et osent se présenter, suprême audace, en collant et maillot ! Tous les autres bobineaux sont des films visibles par un public familial. »
Tout au contraire, les Lumière veulent intéresser un public aisé, pour lui vendre un cinématographe de prise de vues et de projection, afin de filmer des scènes domestiques, ou un cinématographe de projection seule, pour passer dans le salon familial des vues animées du monde entier, projections destinées à compléter l’éducation des enfants. Les sujets traités doivent être de bon ton, ainsi que l’étaient précédemment les photographies fixes Lumière, et s’accorder aux centres d’intérêt de cette clientèle : voyages, découvertes, célébrités couronnées, etc.